# Bolkov
Bolkov település Csehországban, a Dél-plzeňi járásban. Bolkov Otěšice, Biřkov és Roupov településekkel határos. Lakosainak száma 58 fő (2024. január 1.).

## Népesség
A település lakosságának változását az alábbi diagram mutatja:
| Lakosok száma | 215  | 225  | 229  | 144  | 111  | 54   | 54   | 53   | 57   | 58   |
|               | 1869 | 1890 | 1921 | 1950 | 1980 | 2001 | 2017 | 2019 | 2022 | 2024 |